# Sarcolobus ciliolatus
Sarcolobus ciliolatus är en oleanderväxtart som beskrevs av Otto Warburg. Sarcolobus ciliolatus ingår i släktet Sarcolobus och familjen oleanderväxter. Inga underarter finns listade i Catalogue of Life.